# Gabriel Prosser

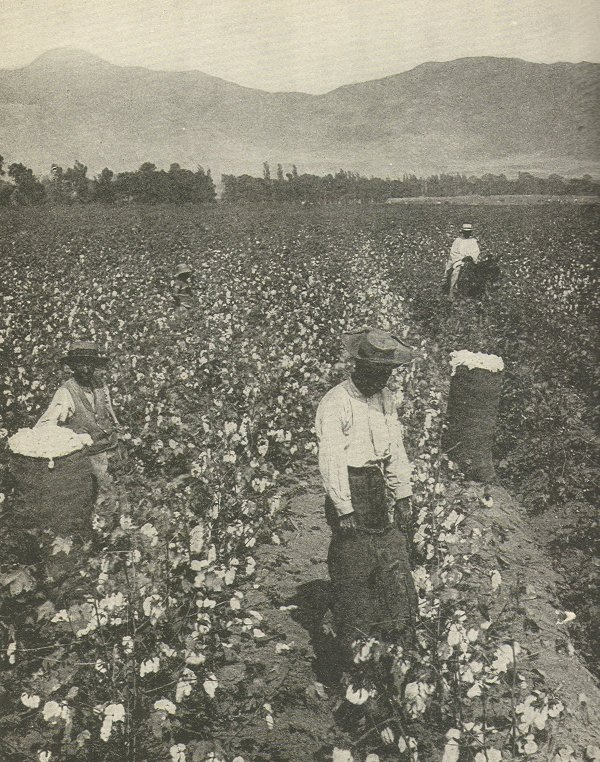
Recogiendo algodón, Plantaciones en los Estados Unidos.

Gabriel Prosser (condado de Henrico, Virginia, 1776 - 10 de octubre de 1800) fue un esclavo afrodescendiente que en 1800 proyectó una revuelta de 1.100 esclavos.
Retrasada por la lluvia, dicha revuelta no tendría lugar porque los propietarios terratenientes llegaron a enterarse a tiempo.

## Biografía
Nacido como esclavo de Thomas Prosser, Gabriel tenía dos hermanos: Salomón y Martín. Como muchos esclavos, el padre de Gabriel era un herrero y Gabriel y Salomón estaban destinados a realizar dicha profesión. Él decidió que pelearía por su vida para liberar a los esclavos.

## La rebelión de Gabriel
Gabriel había preparado meticulosamente la revuelta durante el verano. El 30 de agosto de 1800, decide encaminar a los esclavos contra la ciudad de Richmond, pero las lluvias torrenciales imposibilitaron la rebelión. Además los dueños de los esclavos se anticiparon al levantamiento. El gobernador de Virginia, James Monroe, fue alertado e hizo un llamamiento a la milicia del estado. Gabriel intentará escapar hacia Norfolk pero será sorprendido y traicionado por otros esclavos que buscaban cobrar la recompensa, que sería abonada solo en parte. Gabriel fue entonces llevado a Richmond para un interrogatorio en el que rechaza responder. Gabriel, sus dos hermanos y veinticuatro de sus compañeros fueron ahorcados.
- Datos: Q1393002
- Multimedia: Gabriel Prosser / Q1393002